# Scottish League Two 2022/23
Die Scottish League Two wurde 2022/23 zum 10. Mal als vierthöchste Fußball-Spielklasse der Herren in Schottland ausgetragen. Die Liga wurde offiziell als cinch League Two ausgetragen und war nach der Premiership, Championship und League One eine der vier Ligen in der 2013 gegründeten Scottish Professional Football League. Gefolgt wird die League Two von den regionalen Ligen, der Highland und Lowland Football League.
Die Saison wurde von der Scottish Professional Football League geleitet und ausgetragen und begann am 30. Juli 2022. Die Spielzeit endete mit dem 36. Spieltag am 6. Mai 2023.
In der Saison 2022/23 traten zehn Klubs in insgesamt 36 Spieltagen gegeneinander an. Jedes Team spielt jeweils zweimal zu Hause und auswärts gegen jedes andere Team.

## Vereine
| Verein                  | Stadt         | Stadion                    | Kapazität |
| ----------------------- | ------------- | -------------------------- | --------- |
| Albion Rovers           | Coatbridge    | Cliftonhill                | 1.238     |
| Annan Athletic          | Annan         | Galabank                   | 2.504     |
| Bonnyrigg Rose Athletic | Bonnyrigg     | New Dundas Park            | 2.200     |
| FC Dumbarton            | Dumbarton     | Dumbarton Football Stadium | 2.020     |
| FC East Fife            | Methil        | Bayview Stadium            | 1.980     |
| Elgin City              | Elgin         | Borough Briggs             | 4.520     |
| Forfar Athletic         | Forfar        | Station Park               | 6.777     |
| FC Stenhousemuir        | Stenhousemuir | Ochilview Park             | 3.746     |
| Stirling Albion         | Stirling      | Forthbank Stadium          | 3.808     |
| FC Stranraer            | Stranraer     | Stair Park                 | 4.178     |

## Abschlusstabelle
| Pl. | Verein                      | Sp. | S  | U  | N  | Tore    | Diff. | Punkte |
| --- | --------------------------- | --- | -- | -- | -- | ------- | ----- | ------ |
| 1.  | Stirling Albion             | 36  | 21 | 10 | 5  | 067:370 | +30   | 73     |
| 2.  | FC Dumbarton (A)            | 36  | 18 | 8  | 10 | 049:390 | +10   | 62     |
| 3.  | Annan Athletic              | 36  | 14 | 9  | 13 | 061:510 | +10   | 51     |
| 4.  | FC East Fife (A)            | 36  | 14 | 8  | 14 | 054:500 | +4    | 50     |
| 5.  | Forfar Athletic             | 36  | 13 | 9  | 14 | 037:430 | −6    | 48     |
| 6.  | FC Stenhousemuir            | 36  | 12 | 11 | 13 | 051:550 | −4    | 47     |
| 7.  | FC Stranraer                | 36  | 12 | 9  | 15 | 043:570 | −14   | 45     |
| 8.  | Bonnyrigg Rose Athletic (N) | 36  | 11 | 9  | 16 | 036:470 | −11   | 42     |
| 9.  | Elgin City                  | 36  | 11 | 7  | 18 | 044:620 | −18   | 40     |
| 10. | Albion Rovers               | 36  | 11 | 6  | 19 | 047:480 | −1    | 39     |

Platzierungskriterien: 1. Punkte – 2. Tordifferenz – 3. geschossene Tore – 4. Direkter Vergleich (Punkte, Tordifferenz, geschossene Tore)
| Zum Saisonende 2022/23: |                                               |
| Meister und Aufsteiger in die Scottish League One 2023/24 Teilnahme an den Aufstieg-Play-offs Teilnahme an der Abstiegs-Relegation |                                               |
| |                                               |
| Zum Saisonende 2021/22 |                                               |
| (A) | Absteiger aus der Scottish League One 2021/22 |
| (N) | Aufsteiger aus der Lowland Football League    |

## Relegation
Teilnehmer an den Relegationsspielen waren der Zehntplatzierte der diesjährigen League Two sowie die beiden Meister aus der Highland- und Lowland Football League. Der Sieger der ersten Runde spielte in der zweiten Runde gegen den League-Two-Verein um einen Platz für die folgende Saison 2023/24.
Erste Runde
Die Spiele wurden am 29. April und 6. Mai 2023 ausgetragen.
|             | Gesamt          |              | Hinspiel | Rückspiel |
| ----------- | --------------- | ------------ | -------- | --------- |
| FC Spartans | 3:3 (4:3 i. E.) | Brechin City | 1:0      | 2:3       |

Zweite Runde
Die Spiele wurden am 13. und 20. Mai 2023 ausgetragen.
|             | Gesamt |               | Hinspiel | Rückspiel |
| ----------- | ------ | ------------- | -------- | --------- |
| FC Spartans | 2:1    | Albion Rovers | 1:1      | 1:0       |